# Peperomia camptotricha
Peperomia camptotricha är en pepparväxtart som beskrevs av Friedrich Anton Wilhelm Miquel. Peperomia camptotricha ingår i släktet peperomior, och familjen pepparväxter. Inga underarter finns listade i Catalogue of Life.